# LWN.net
LWN.net은 자유 소프트웨어와 리눅스 소프트웨어, 유닉스 계열 운영 체제 등을 전문적으로 다루는 컴퓨터 관련 웹진이다. 주간 이슈, 매일 올라오는 게시물, 각각의 게시물에 대한 댓글 등으로 구성되어 있다. 매일 게시되는 뉴스들은 대부분 다른 뉴스의 요약으로 무료로 읽을 수 있지만, 매주 목요일에 게시되는 주간 이슈는 게시한 뒤 처음 2주 동안에는 유료 구독자 전용이며, 그 후 무료로 볼 수 있다. LWN.net는 Eklektix사에서 발행하고 있다.
LWN는 많은 독자들에게 리눅스/자유 소프트웨어에 관한 기사들을 제공하고 있으며,리눅스 커널 내부 개발 과정에 대한 깊이 있는 취재로 호평받았다.
"LWN"이란 원래 리눅스 주간 뉴스(영어: Linux Weekly News)라는 뜻이었지만, 이후 기사들이 리눅스에 관련된 내용에만 국한되지 않고 뉴스가 매일 올라오면서 현재는 이 이름이 사용되지 않고 있다.

## 역사

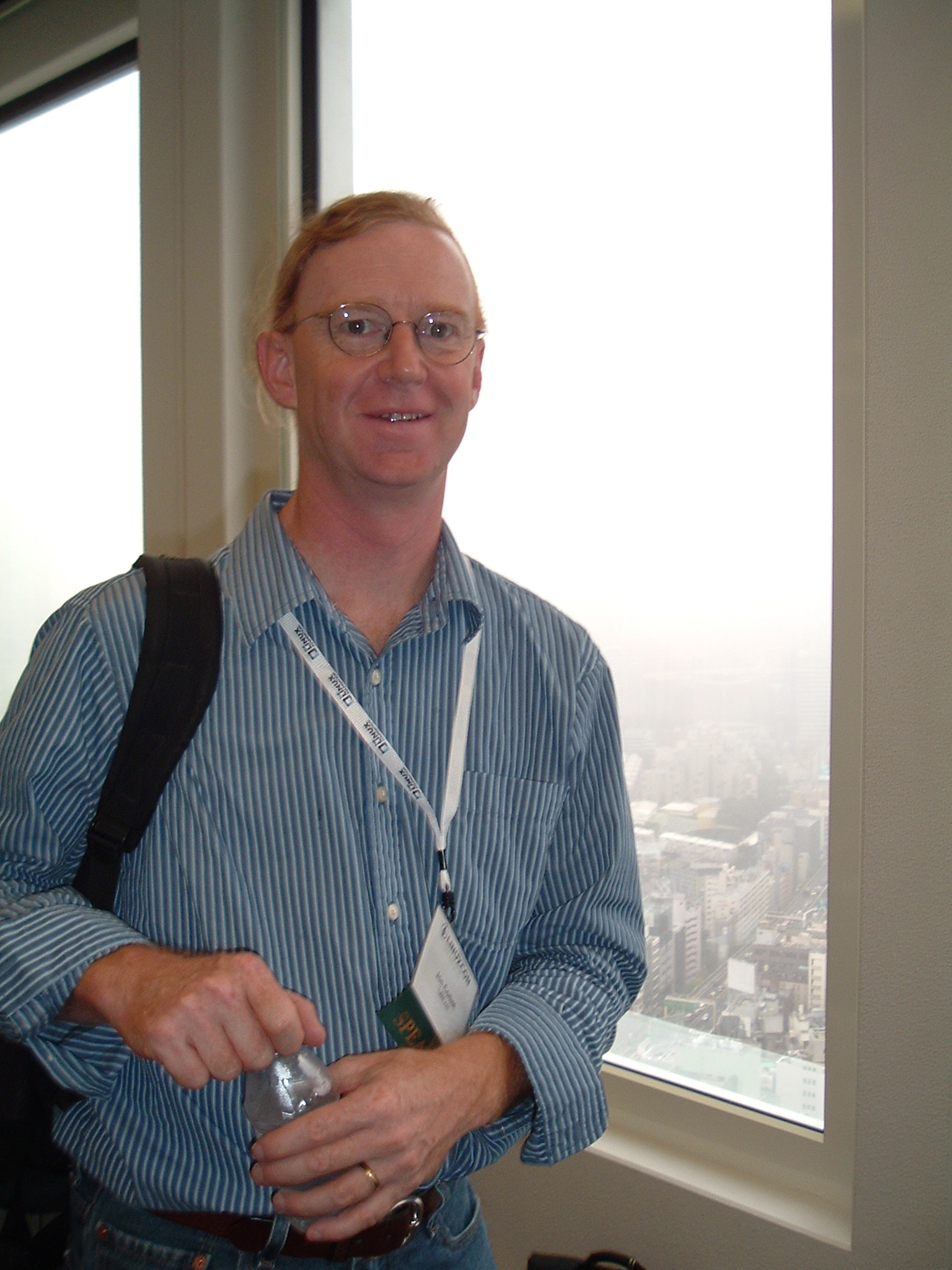
2010년 일본 리눅스콘에 참석한 조너선 코벳

1998년 1월에 조너선 코벳과 엘리자베스 쿨보가 만들어졌다. LWN은 원래 리눅스 관련 뉴스 모아서 매주 발행하던 뉴스로, 무료로 볼 수 있었다.
2002년 5월말, LWN 사이트가 디자인이 새롭게 개편되었으며,. 기사에 댓글 기능이 추가되었다
2002년 7월 25일, LWN은 기부로 운영되는 것이 불가능하다고 판단해 발행 중지를 선언했으나, 이후 독자들의 지원이 쏟아지면서 LWN의 편집장인 코벳은 발행을 계속한다고 발표한다. 새로운 LWN 주간 기사들은 구독자들만 (그룹 구독도 가능했다) 읽는 것이 가능하며, 2주가 지나면, 각 기사들은 무료로 공개되어 모든 독자들이 볼 수 있게 된다.

## 공헌자들
LWN.net 스태프들은 2024년 현재 다음과 구성되어 있다.:
- 조너선 코벳(영어: Jonathan Corbet): 편집장으로, 리눅스 커널 등의 분야 관련 기사를 작성 및 편집한다;
- 제이크 엣지(영어: Jake Edge), 파이썬 등의 분야 관련 편집자;
- 다록 알던(영어: Daroc Alden): 프로그래밍 언어 등의 분야 편집자;
- 조 브록마이어 (영어: Joe Brockmeier): 리눅스 배포판 등의 분야 관련 편집자

LWN.net은 그외 많은 프리랜서 기자들의 기사를 게시하고 있다.

## 같이 보기
- 디스트로워치
- 슬래시닷